# علي المعشني
علي بن مسعود المعشني ، (1963)، كاتبٌ وصحفي ومحلل سياسي وإعلامي عماني.

## حياته وسيرته
ولد علي بن مسعود المعشني في جبل طاقة في محافظة ظفار عام 1963 ، وبعد ولادته بسنتين إشتعلت ثورة ظفار بين حكومة سلطنة عمان وجبهة تحرير ظفار ، وعندما إشتدت وتيرة الحرب في ظفار بين الجيش السلطاني والثوار تُقرّر عائلته الرحيل عام 1968 إلى مديرية حوف بمحافظة المهرة بجمهورية اليمن الديمقراطية الشعبية وقتها، للالتحاق بشقيق والدته سالم البرعمي، والهدف النهائي هو الالتحاق بوالده مسعود المعشني ، والذي كان يعمل آنذاك في دولة قطر ، فكانت تلك الرحلة الأولى في حياته والتي اكتنفتها المخاطر، ولم يشعر بالأمان الحقيقي إلا حين وصلت عائلته إلى منطقة رخيوت بالمنطقة الغربية ، وهناك بنى شقيق والدته منزلا ، والتحق حينها بالدراسة بمدرسة الثورة الأولية التابعة للدولة اليمنية عام 1969 ، ثم انتقل مع عائلته الي العاصمة القطرية الدوحة للاستقرار عن والده ومن ثم أكمل دراسته الثانوية ثم سافر الي مصر ومن ثم الي بورسعيد ، ودرس في جامعة بورسعيد وتخصص في علم الاجتماع ، ثم حصل على ماجستير في العلوم السياسية والعلاقات الدولية.

## وجهات النظر والانتقادات
يصنفه الكتاب والمحللين في العديد من الحالات كمؤيد كبير لدور جمهورية إيران وحلفائها في منطقة الشرق الأوسط والخليج العربي تحديدا ، واصفا إياها بان إيران جند من جنود الله .. ووجودها في 4 دول عربية شرعي ، كما أنه يعاب عليه إنتقاده الدائم اللإخوان المسلمين ، والدواعش وتمجيده حزب الله والحشد الشعبي والحوثيين ، كما يعتقد في لقائاته بأن “دول الخليج العربي ليس لديها قوة بل مجرد دول سوبر ماركت ، ولا تمتلك اقتصاداً حقيقياً بل قوة مالية، وليس لديهم قرار سيادي” ، ويستدرك: “لا يغركم العلم والنشيد الوطني والعملة .. دول الخليج لا تنتج النفط بل تستخرجه والدول الأخرى هي من تقوم بإنتاجه”.

## مناصبه
- شغل منصب في مجلس الشورى العماني حيث عمل باحثاً برلمانياً.
- نائب مجلس إدارة شركة دواجن الظفار في عمان.
- مدير مكتب الوزير في مدينة صلالة.
- انتقل بعدها لدائرة التخطيط والمتابعة في مدينة صلالة.
- عضواً في مجلس الدولة في سلطنة عمان.
- نائباً رئيس البرلمان العربي وعضواً في مجلس الشورى العماني.